# De big van het regiment
De big van het regiment is een Nederlandse filmkomedie uit 1935 onder regie van Max Nosseck. Het scenario is gebaseerd op de roman Spionage in het veldleger (1933) van Anton Roothaert.

## Verhaal
In 1915 vluchten veel Belgische burgers naar Nederland vanwege de Eerste Wereldoorlog. Luitenant Berkhage wordt naar de Nederlands-Belgische grens gestuurd om orde te houden in de vluchtelingenstroom. Hij krijgt dan een vluchtelingenkind in zijn armen geduwd. Het kind wordt al gauw de mascotte van het regiment.

## Rolverdeling
| Acteur              | Personage      |
| ------------------- | -------------- |
| Fien de la Mar      | Fietje         |
| Heintje Davids      | Annemie        |
| Hans Anderiessen    | De Big         |
| Jopie Koopman       | Nora           |
| Frits van Dongen    | Berkhage       |
| Sylvain Poons       | Maupie         |
| Johan Kaart         | Jan Adriaanse  |
| Adolphe Engers      | Kruitnagel     |
| Matthieu van Eysden | Piet           |
| Piet te Nuyl        |                |
| Jan C. de Vos       |                |
| Jan van Ees         | Legerofficier  |
| Cruys Voorbergh     |                |
| Jan van Dommelen    | Vader van Nora |
| Jac. van Bijlevelt  |                |
| Walter Smith        |                |

## Achtergrond

### Productie
In oktober 1934 kwam het nieuws dat de Duitse regisseur Robert Siodmak naar Nederland zou komen om de regie uit te voeren. Later bleek dit problematisch, omdat Monopole Film had besloten dat, om de buitenlandse dominantie in de Nederlandse speelfilmindustrie van de vroege jaren '30 tegen te gaan, enkel Nederlandse crew- en castleden hun naam mochten binden aan de filmprojecten. De opnamen gingen van start op 26 november 1934 in de Cinetonestudio's te Duivendrecht, met de uit Wenen afkomstige  Max Nosseck op de regiestoel. Toen alsnog naar voren kwam dat de scenarist, cameraman, decorbouwer en cutter van buitenlandse afkomst waren, werd het filmen in december 1934 tijdelijk gestaakt. Het Ministerie van Sociale Zaken zegde toe dat vestiging in Nederland verplicht was om mee te werken aan de film; na overleg met de Bioscoopbond werd besloten dat de krachten in kwestie mochten continueren met hun werkzaamheden; een vergunning werd verleend die in ieder geval liep tot 27 januari 1935. Het ging hier in het specifiek om editor Hanna Kuijt.
Voor de zoektocht naar het kind dat de titelrol op zich kon nemen werd een advertentie in een krant geplaatst, waarop vele brieven binnenkwamen. Hieruit werd de vierjarige, uit Amsterdam afkomstige Hansje Anderiesen gekozen. Op de set werd hij bijgestaan door zijn moeder. Hij leerde het scenario niet uit zijn hoofd, maar werd vlak voor de opnamen verteld welke handeling hij moest uitvoeren met welke woorden.

### Ontvangst
De première vond plaats in het Tuschinski-theater; verschillende medespelers waren hierbij aanwezig. De kritiek was zeer positief; verschillende media schreven over hoe het vertrouwen in de Nederlandse film - vooral na het laagterecord van De familie van mijn vrouw (1935) - weer was hersteld.
Recensent van De Telegraaf uitte zijn lof voor de manier waarop deze keuze van Monopole invloed had op het resultaat van De big van het regiment: "Men kan nu wel zeggen dat deze Monopole-film een film is die met veel begrip van onzen Nederlandschen aard gemaakt is, met groote genegenheid voor het onderwerp en met discipline. Er heeft een regisseur gestaan die volkomen onbevangen met zijn materiaal aan het werk gegaan is en geen 'sterren' gevleid heeft aan de lust om hun scène in beslag te nemen heeft toegegeven." Hij schreef over "een product waar we nu eensch echt trots op kunnen zijn en dat ons moed geeft voor de toekomst van de Nederlandsche film" en noemde in het specifiek het scenario van Herman Bouber, "die u twintig- of dertigmaal een schaterlach ontlokt"; onder de acteurs werd Adolphe Engers bewonderd om zijn "geraffineerde slimmigheid en toch zoo iets goedigs dat men aan hem denkt als den idealen Schweik."